# Wahaha Group
Hangzhou Wahaha Group Company Limited или WHH (杭州娃哈哈集团有限公司) — крупнейший китайский производитель питьевой воды, прохладительных и молочных напитков. Компания основана в 1987 году, штаб-квартира расположена в городе Ханчжоу (провинция Чжэцзян). Контрольный пакет акций Wahaha Group принадлежит семье основателя Цзун Цинхоу, остальные акции распределены между менеджерами, сотрудниками и правительством округа Шанчэн.  

## История
В 1987 году Цзун Цинхоу и два вышедших на пенсию школьных учителя благодаря государственному займу основали компанию Hangzhou Shangcheng, которая продавала молочные продукты и хлопья через сеть школьных магазинов. В 1989 году предприниматели стали производить собственные полезные питательные напитки для детей. В 1991 году при поддержке правительства Ханчжоу компания приобрела старую местную консервную фабрику, а в 1993 году сменила название на Hangzhou Wahaha Group (слово «Wahaha» имитировало смех младенца и было взято из китайской детской песенки).
В 1994 году Wahaha объединилась с тремя убыточными предприятиями в провинции Сычуань и основала пищевую фабрику в Чунцине. В 1996 году Wahaha создала ряд совместных предприятий с французской пищевой группой Danone, что способствовало значительному росту производства и эффективности, а также инвестициям в современное оборудование.
В 2003 году продажи Wahaha Group превысили 10,2 млрд юаней (1,24 млрд долл.), прибыль составила 1,37 млрд юаней (более 165 млн долл.), активы — 4,4 млрд юаней (более 530 млн долл.), общий объём производства напитков достиг 3,7 млн тонн, что на 14,6 % больше, чем годом ранее. Доля Wahaha составила 15,5 % от общего объёма производства напитков в Китае.
По состоянию на 2004 год Wahaha Group имела около 70 дочерних компаний и 40 пищевых предприятий, в группе работало около 10 тыс. сотрудников, а дистрибьютерская сеть охватывала все провинции и районы Китая. Треть производства Wahaha приходилось на крупнейшую фабрику, расположенную в экономической зоне Сяша (район Цзянгань города Ханчжоу).
В 2012 году Wahaha Group запустила свой розничный бизнес, инвестировав в сеть торговых центров и люксовых бутиков WAOW Plaza. По состоянию на 2018 год Wahaha Group имела более 80 производственных предприятий и 180 дочерних компаний.

## Продукция
Предприятия Wahaha Group производят бутилированную питьевую воду Wahaha, молочные напитки (в том числе витаминизированное молоко и питьевой йогурт), минеральную воду, газированные безалкогольные напитки (в том числе Future Cola), бутилированный холодный чай, кофейные напитки, фруктовые и овощные напитки и соки, спортивные энергетические напитки, пиво, а также рисовую кашу быстрого приготовления, различные консервированные продукты, детские витамины, тару и упаковку (в том числе стеклянные и пластиковые бутылки, пластиковые крышки). Кроме того, линейка детских товаров включает в себя одежду, шампуни и зубные пасты.
Также Wahaha Group выпускает пробиотики, медицинские препараты для людей, имеющих диабет и бессонницу, диетические продукты. Кроме предприятий в Китае (Ханчжоу, Цзясин, Чунцин, Чанша, Харбин), Wahaha Group имеет фабрику газированных напитков в Индонезии. Продукция группы экспортируется на Тайвань, в Гонконг, Японию, Таиланд, Малайзию, США, Францию, Германию, Италию, Испанию и Нидерланды.